# Солинарудски мост
Солинарудският мост (на гръцки: Γεφύρι στο Σωληναρούδι) е стар каменен мост в Егейска Македония, Гърция, край серското село Кюпкьой (Проти).
Мостът се намира в Кушница (Пангео), на изток от Кюпкьой, на 4 km по пътя от селото за Кюпкьойския манастир, вляво надолу по потока. Пресича един от потоците, които образуват река Борданос. Мостът е обслужвал пътя за манастира.
Мостът е дълъг осем метра и широк само един метър. Арката му е изградена от неправилни камъни и е закрепена върху скалите на потока, като по този начин създава впечатление за по-висок мост, отколкото е в действителност. Хоризонтална палуба и арка са поддържани доскоро.